# Température absolue
Pour les articles homonymes, voir Absolu.
On appelle température absolue une mesure de la température qui prend le zéro absolu des températures comme origine. L'échelle de mesure, elle, peut être arbitraire et toutes les échelles sont équivalentes à un facteur multiplicatif près. Par exemple, l'échelle kelvin a pour origine le zéro absolu et utilise l'échelle Celsius ; les degrés Rankine ont également pour origine le zéro absolu mais ils utilisent l'échelle Fahrenheit. Le passage du kelvin au degré Rankine se fait ainsi : K = 5/9 °Ra.
L'origine des températures absolues vaut par définition 0 K, soit −273,15 ℃ ou −459,67 °F.

## Histoire des sciences

### Observations d'Amontons
En 1702, l'idée de zéro absolu a été proposée pour la première fois par Guillaume Amontons. Il établit que la pression d'une quantité donnée de gaz confinée dans un volume donné augmente d'à peu près un tiers lorsqu'il passe d'une température « froide » à celle de l'ébullition de l'eau. Il en conclut qu'une réduction suffisante de la température entraînerait une absence de pression.
Non seulement les observations d'Amontons conduisent à poser une température origine, mais les indications qu'il donne sur l'évolution de la pression lorsque varie la température permettent de calculer une valeur approximative du zéro absolu :

### Loi de Charles
Les expériences de Charles portent, comme celles d'Amontons, sur la relation entre pression et température d'un volume donné contenant une quantité donnée de gaz. La loi de Charles, établie en 1787, fut publiée par Gay-Lussac en 1802. Elle établit que la pression est alors proportionnelle à la température à condition d'ajouter à celle-ci une constante Z. Clapeyron, dans les années 1830, combine la loi de Charles et celle de Gay-Lussac pour établir la loi des gaz parfaits. Ses premiers travaux donnent à Z la valeur 267. L'amélioration des mesures conduira à donner à Z la valeur 273,15.

### Théorie cinétique des gaz
La théorie cinétique des gaz, créée indépendamment par August Krönig (1856)
et Rudolf Clausius (1857), puis développée indépendamment par James Maxwell et Ludwig Boltzmann (1866), donne un sens à la notion de température. Celle-ci mesure l'énergie cinétique d'agitation des particules (atomes ou molécules) de gaz. Si l'on parvenait à annuler totalement l'agitation des particules de gaz, la température mesurée serait nulle ; c'est, par définition, le zéro absolu, origine de la mesure de la température absolue. Le zéro absolu est une limite physique qu'on peut approcher sans l'atteindre.
La théorie cinétique des gaz a établi une relation simple entre l'énergie cinétique d'agitation des particules et la température absolue :
{\displaystyle {\overline {E_{c}}}={\frac {3}{2}}k_{B}T}
où kB est la constante de Boltzmann. On parle alors de température thermodynamique.

## Mesure de la température absolue
En thermodynamique, la notion de température absolue fait passer la température du statut de grandeur repérable à celui de grandeur mesurable. La définition que le Bureau international des poids et mesures  (BIPM) donne de la température absolue repose sur l'étude des gaz réels aux faibles pressions et sur la loi d'Avogadro (dite aussi loi des gaz parfaits).
Cette loi donne :
{\displaystyle T={\frac {PV}{NR}}}
où T est la température absolue ; P est la pression : V le volume ; N le nombre de moles et R la constante universelle des gaz parfaits dont la valeur est fixée par le BIPM. La mesure de la température absolue T se ramène donc à la mesure de P, V et n.
Dans la pratique, les gaz réels dévient par rapport aux gaz parfaits et la relation à prendre en compte aux basses températures est de la forme :
{\displaystyle T={\frac {P}{R}}\left[{\frac {V}{N}}-b(T)\right]}
où b est un coefficient empirique qui dépend de la température.
Il convient donc de prendre l'extrapolation des mesures quand P et T tendent vers zéro, faute de quoi la mesure sera entachée d'une erreur systématique.

## Thermométrie
La construction de thermomètres à gaz se heurte à des difficultés pratiques. L'hélium n'est pas utilisable à cause de problème d'adsorption des parois du récipient ; le thermomètre à hydrogène est d'utilisation difficile. On préfère donc étalonner une fois pour toutes des thermomètres reproductibles et sensibles afin d'assurer la pérennité des mesures de température. On dit qu'on a créé une échelle de « représentation de T ».